# معركة عكا (1840)
معركة عكا (بالإنجليزية: Battle of Acre)‏ والمعروفة أيضا بمعركة عكا الرابعة وقعت المعركة في 3 نوفمبر 1840 حيث ان حاكم مصر محمد علي باشا قد رفض الشروط التي سعي التحالف الرباعي الي فرضها عليه وفي يوم المعركة قام الأسطول المشترك العثماني البريطاني بقصف مدينه عكا وتم تدمير المدينة بالكامل الي حد كبير وانسحبت القوات المصرية من المدينة بعد ان توصلوا إلى اتفاق علي الهدنة.